# Ерік Бефвінг
Ерік Бефвінг (швед. Erik Bäfving) — шведський кінорежисер.

## Біографія
Ерік Бефвінг народився в Мальме (Швеція). Працював режисером і монтував кіно з 1996 року. Його короткометражний фільм «Татко буґі-вуґі» 2002 року виборов кілька міжнародних винагород і номінувався на премію «Золотий жук» (півн.-саам. Guldbagge, щорічна шведська національна премія) як найкращий документальний фільм. Після того був фільм «Зроби щось» — документальна стрічка для кінопрокату, яка також номінувалася на цей приз. На додачу до документальної режисури Бефвінг також працює сценарним консультантом і монтажером документальних і художніх фільмів.

## Фільмографія
- Татко буґі-вуґі (2001)
- Зроби щось (2004)
- Посередник (2011)
- Із розплющеними очима (2013)